# 호프베이

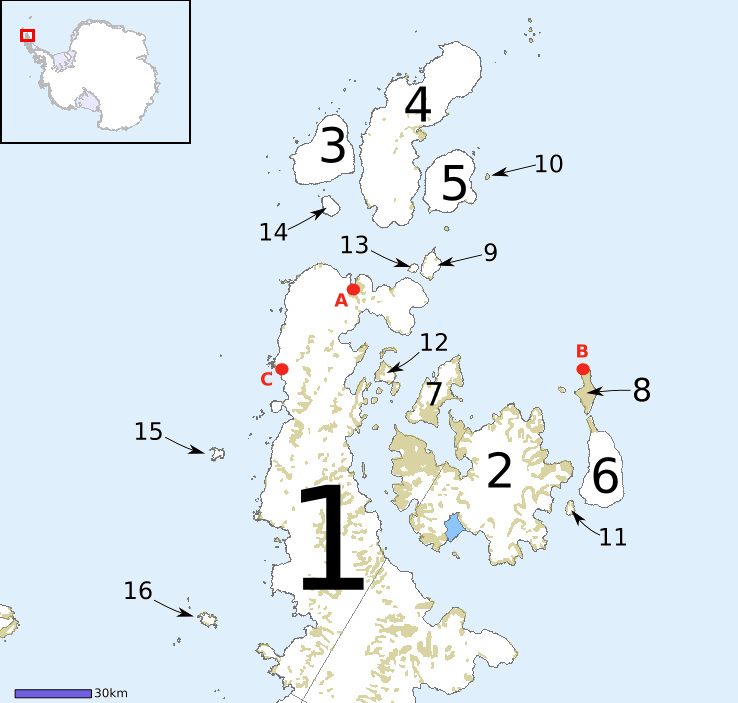
남극 트리니티반도의 지도. A로 표시된 붉은 점이 호프베이이다.

호프베이(영어: Hope Bay, 호프만 [-滿])은 남극 대륙 남극 반도의 트리니티반도에 위치한 만으로, 길이 5km, 폭 3km이며 남극 해협과 마주해 있다.
1902년 스웨덴 탐험대가 발견하였으며, 1952년 아르헨티나의 남극 정착기지 에스페란사 기지가 세워진 곳으로, 아르헨티나에서는 에스페란사만 (스페인어: Bahía Esperanza)이라고도 부른다.

## 역사
| 호프베이의 스웨덴 탐험대 오두막 |                                                          |
|                                 | Hope Bay-2016-Trinity Peninsula–Esperanza Station 04.jpg |
| 1903년(왼쪽) / 2016년(오른쪽)   |                                                          |

1902년 1월 15일에 오토 노르덴스키욀드 (Otto Nordenskiöld)가 이끄는 스웨덴 남극 탐험대가 처음 발견하였다. 스웨덴 남극 탐험대가 쓰던 탐험선 남극 호가 빙붕에 부딪혀 침몰하고 겨울을 보낼 처지가 되자, 노르덴스키욀드는 이 일대 만에 '희망'이라는 이름을 붙였다. 1903년 1월 스웨덴 남극 탐험대는 돌무더기를 쌓아올려 오두막을 지어 버텼고, 이후 아르헨티나 코르벳선 ARA 우루과이호에 의해 구조되었다. 탐험대원들이 지은 오두막은 현재까지도 보존되어 있으며, 남극조약 자문회의에서 아르헨티나와 영국의 제안으로 '남극 사적지' (관리번호 HSM 39)로 지정되었다.
1952년에는 남극 대륙 역사상 유일한 총격전인 호프베이 사건이 벌어졌다. 아르헨티나 탐사대원들이 존 비스코호에서 보급품을 내리던 영국 남극 연구원 측 인원들의 머리 위로 기관총을 발사한 사건이었다. 아르헨티나 측은 이후 오해가 빚어져 생긴 일이었으며 현장에 있던 아르헨티나 군사령관이 월권 행위를 했다며 외교적으로 사과 의사를 표명하였다. 그러나 당시 아르헨티나와 영국의 남극 진출 경쟁으로 마찰이 고조되던 시기였기에, 사건의 중심이 되었던 아르헨티나 대원들은 본국으로 귀국하자마자 영웅 대접을 받기도 하였다.

## 연구기지

### 엘리치리베에티 기지
엘리치비베에티 기지 (Elichiribehety Station)는 1997년 12월 22일 남극 반도에 건설된 우루과이의 연구기지로 하절기에만 운영된다. 기지 명칭은 어니스트 섀클턴 탐험대가 엘리펀트섬에 고립되었을 당시 구조 지원에 나섰던 우루과이 해군중장의 이름에서 따왔으며, 스페인어 약어인 '에카레 기지' (ECARE)라는 이름으로 더 잘 알려져 있다.

### 에스페란사 기지

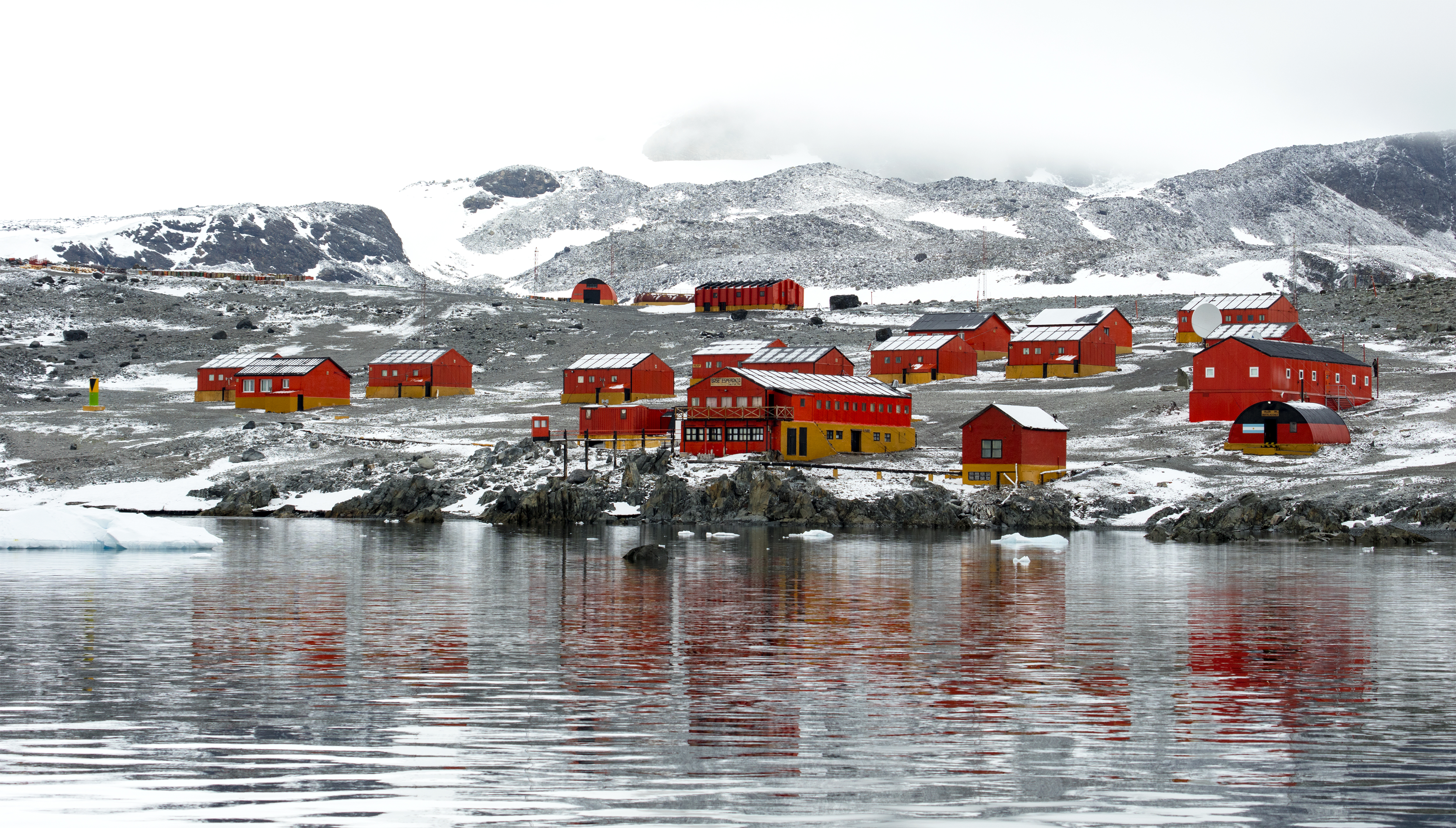
에스페란사 기지 (2016년)

에스페란사 기지 (Esperanza Base)는 1952년 건설된 아르헨티나의 연구기지로 영구 기지이자 하절기, 동절기 모두 운영된다. 아르헨티나 남극 연구소에서 운영하며, 동절기 상주인원은 평균 55명에 달한다. 이 기지의 건설로 펭귄 서식지가 일부 이전되었다.

### 스테이션 D
스테이션 D (Station D, D기지)는 1945년 건설되어 지금은 폐쇄된 영국의 옛 연구기지로 동절기 상주인원은 13명에 달했다.
1948년 11월 8일 화재가 발생하여 두 명이 사망한 사건이 있었으며, 1952년 2월 4일 새로운 장소에 기지 건물을 세웠고 이들 건물에 대해 '트리니티 하우스' (Trinity House)라는 이름이 붙여졌으나 1964년에 폐쇄되었다. 1997년 12월 8일 영국 남극 연구소는 스테이션 D의 남은 설비를 우루과이에 넘겼고, 그 결과 상술한 엘리치리베에티 기지가 탄생했다.

## 조류 서식지
호프베이는 아델리펭귄의 서식지로 유명한데 약 125,000쌍이 서식하는 것으로 조사되어 남극 대륙에서도 가장 큰 규모로 꼽힌다. 따라서 버드라이프 인터내셔널은 중요 조류 지역 (IBA)으로 지정된 곳이기도 하다. 아델리펭귄 뿐만 아니라 젠투펭귄, 갈색스쿠아, 남극제비갈매기, 윌슨바다제비, 남방큰재갈매기, 갑부리흰물떼새 등도 이곳에 둥지를 틀고 서식한다.

## 같이 보기
- 앤더슨 누나타크
- 에디 콜
- 호프 베이 사건
- 라스트 힐
- 남극 연구 기지 목록

## 관련 문헌
- Antarctica. Sydney: Reader's Digest, 1985, p. 156-157.
- Child, Jack. Antarctica and South American Geopolitics: Frozen Lebensraum. New York: Praeger Publishers, 1988, p. 73.
- Lonely Planet, Antarctica: a Lonely Planet Travel Survival Kit, Oakland, CA: Lonely Planet Publications, 1996, 302–304.
- Stewart, Andrew, Antarctica: An Encyclopedia. London: McFarland and Co., 1990 (2 volumes), p. 469.
- U.S. National Science Foundation, Geographic Names of the Antarctic, Fred G. Alberts, ed. Washington: NSF, 1980.